# Nikolai Nikolajewitsch Rybnikow

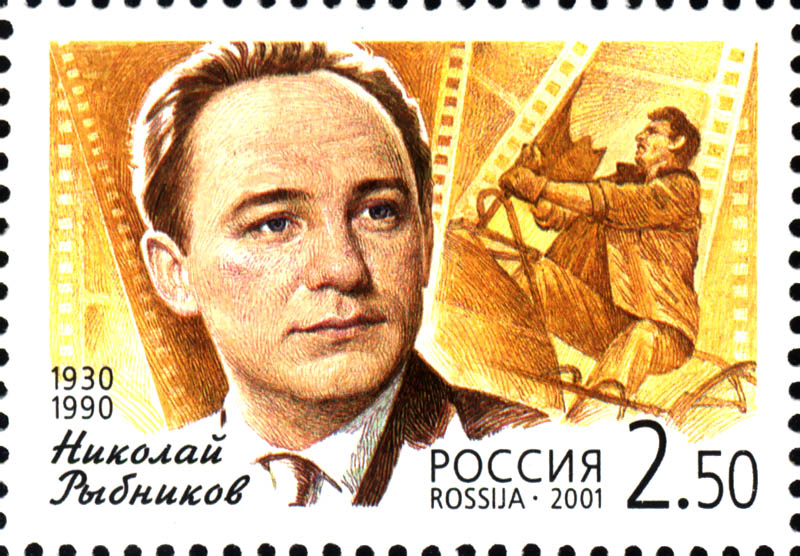
Rybnikow auf einer Briefmarke (2001)

Nikolai Nikolajewitsch Rybnikow (russisch Николай Николаевич Рыбников; * 13. Dezember 1930 in Borissoglebsk, Oblast Woronesch; † 22. Oktober 1990 in Moskau) war ein sowjetischer Filmschauspieler und Träger des Preises Volkskünstler der RSFSR (1981) sowie Verdienter Künstler der RSFSR.
Er spielte u. a. in den mehrteiligen Filmen Krieg und Frieden (1966) und Befreiung mit.

## Leben
Rybniow studierte an der Staatlichen Medizinischen Universität Stalingrad in Stalingrad (heute Wolgograd) und arbeitete am dortigen Dramatheater, bevor er die sowjetisch Filmschule Gerassimow-Institut für Kinematographie besuchte, welche er 1953 abschloss. Seine ersten Filmerfahrungen machte er in dem 1954 erschienenen Film Der Ersatzspieler (russisch Запасной игрок) von Semjon Timoschenko.

## Filmografie (Auswahl)
- 1954: Der Ersatzspieler (russisch Запасной игрок)
- 1955: Tschuschaja rodnja (russisch Чужая родня)
- 1956: Frühling in der Saretschnaja-Straße (Wesna na Saretschnoi ulize)
- 1957: Die Höhe (Wysota)
- 1957: Dewuschka bes adressa (russisch Девушка без адреса)
- 1961: Ist sie eine Wette wert? (Девчата)
- 1966: Krieg und Frieden I als Denisow
- 1966: Krieg und Frieden II als Denisow
- 1967: Krieg und Frieden III als Denisow
- 1967: Krieg und Frieden IV als Denisow
- 1970: Befreiung I als Generalmajor Panow
- 1970: Befreiung II als Generalmajor Panow
- 1971: Befreiung III als Generalmajor Panow
- 1972: Der Kreis (russisch Круг)